# Weil im Schönbuch
Weil im Schönbuch là một thị xã nằm ở vùng trung lưu sông Neckar, thuộc huyện Böblingen, bang Baden-Württemberg, Đức. 